# Elachertus varicapitulum
Elachertus varicapitulum är en stekelart som beskrevs av Zhu och Huang 2001. Elachertus varicapitulum ingår i släktet Elachertus och familjen finglanssteklar.
Artens utbredningsområde är Taiwan. Inga underarter finns listade i Catalogue of Life.